# كسلان بني الحنجرة
كسلان بني الحنجرة (الاسم العلمي: Bradypus variegatus) (بالإنجليزية: brown-throated sloth)‏ هو نوع من الحيوانات يتبع جنس الكسلان ثلاثي الأصابع من فصيلة الكسلانيات بطيئات الأرجل.

## معرض صور

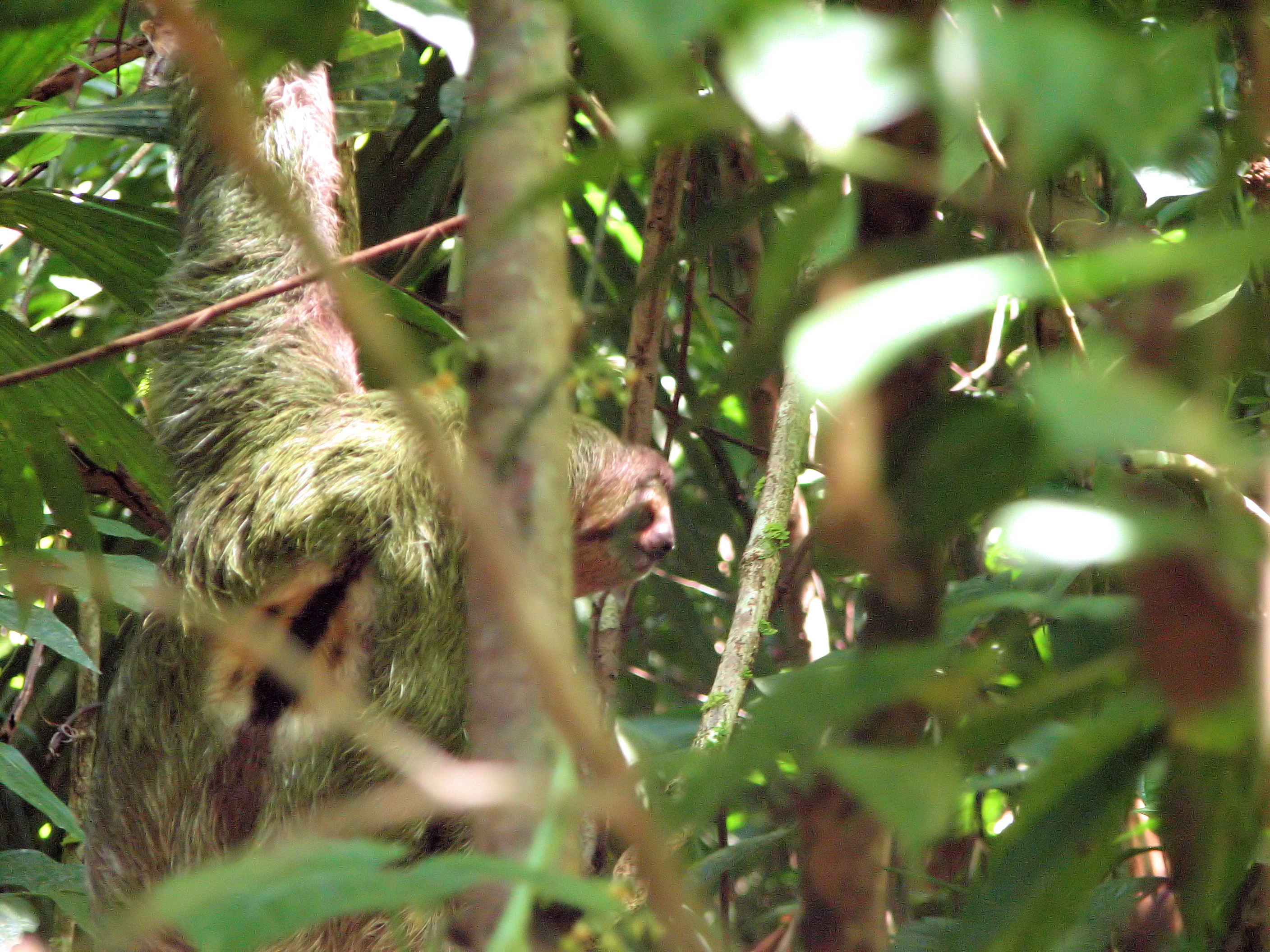
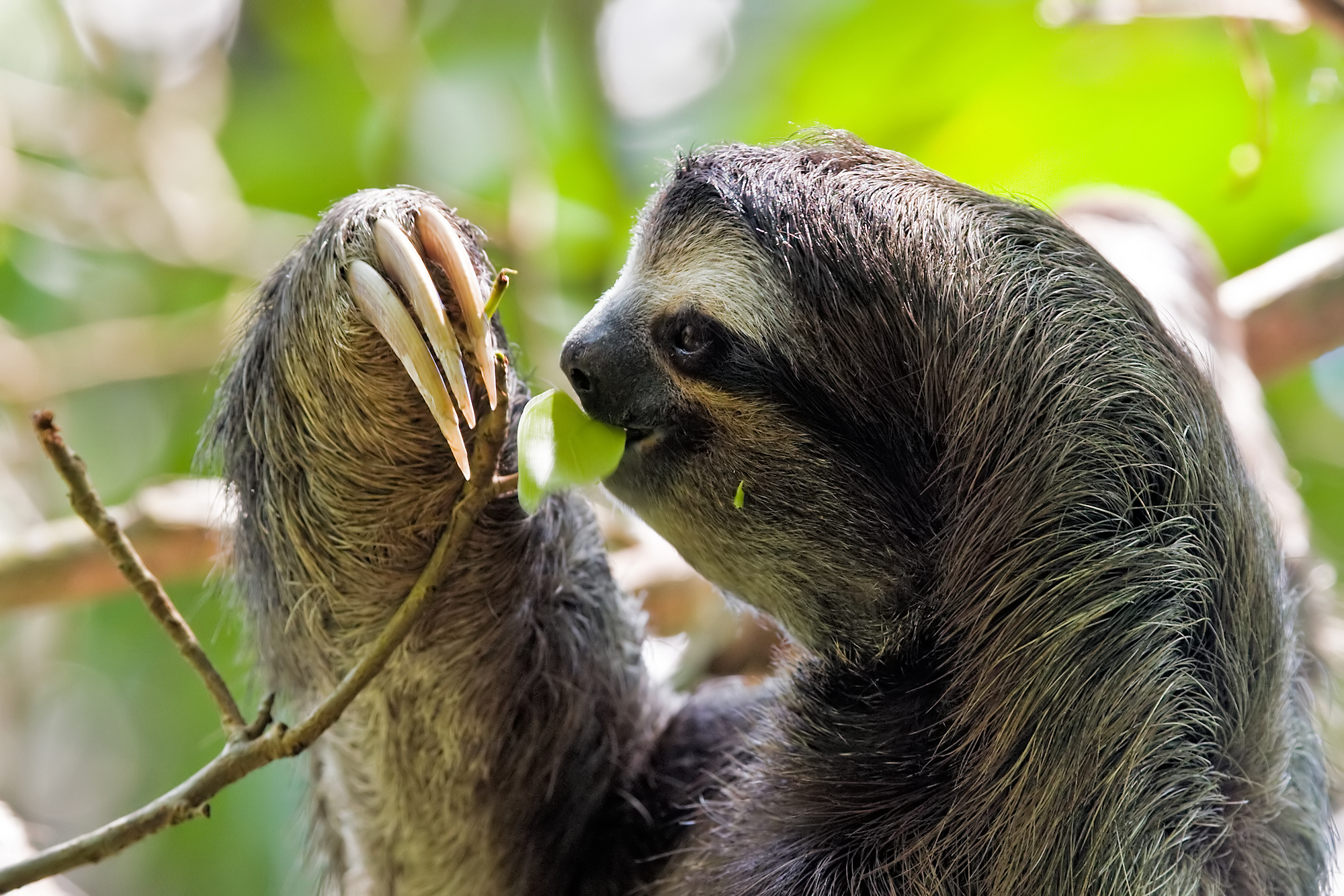
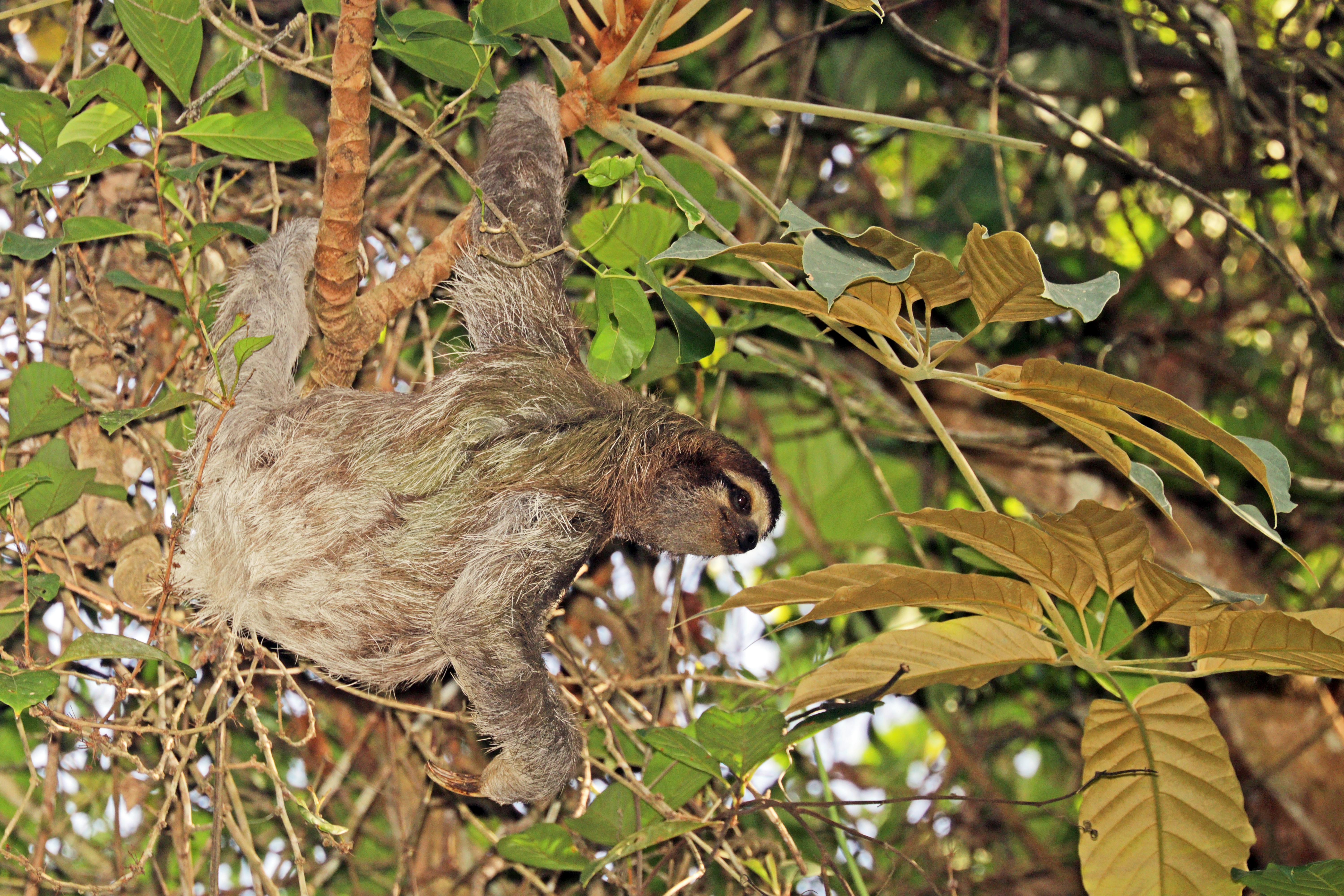